# Clermont (Alta Saboia)
Clermont é uma comuna francesa na região administrativa de Auvérnia-Ródano-Alpes, no departamento da Alta Saboia. Estende-se por uma área de 6.98 km². Em 2010 a comuna tinha 412 habitantes (densidade: 59 hab./km²).